# Chi Lợn
Chi Lợn (hay heo theo phương ngữ miền Nam của tiếng Việt) là một chi động vật móng guốc có nguồn gốc ở đại lục Á-Âu được gộp nhóm tổng thể với danh pháp khoa học là Sus, thuộc họ Lợn (Suidae). Lợn rừng đã được thuần hóa và được nuôi như là một dạng gia súc để lấy thịt, mỡ cũng như da. Các sợi lông cứng của chúng còn được sử dụng để làm một số loại bàn chải, da có thể dùng để sản xuất bóng bầu dục. Ngoài ra, phân của lợn nhà cũng được dùng làm phân chuồng để cải tạo đất.

## Đặc điểm
Chi Lợn là các loài động vật ăn tạp, chúng ăn cả thức ăn có nguồn gốc động và thực vật cũng như thức ăn thừa của con người. Trong điều kiện hoang dã, chúng là các động vật chuyên đào bới, tức là luôn dũi đất để tìm kiếm thức ăn. Lợn là động vật rất dễ huấn luyện, vì thế cùng với đặc tính đào bới và khứu giác rất nhạy của chúng nên ở một số nơi người ta còn dùng chúng để tìm nấm, đặc biệt là ở châu Âu. Ngoài ra, người ta còn nuôi heo mọi (một dạng của lợn ỉ Việt Nam) để làm động vật cảnh, đặc biệt là ở Mỹ.
Một đàn lợn con thông thường có từ 6 đến 12 con. Tuy nhiên, trong điều kiện nuôi nhốt, thỉnh thoảng người ta thấy hiện tượng lợn mẹ ăn thịt các con sơ sinh của nó, có lẽ là do thiếu chất. Lợn có 44 răng, mõm và tai lớn, chân có 4 ngón, 2 ngón giữa lớn hơn và có lông cứng. Thời kỳ mang thai của lợn trung bình là 114 ngày.
Lợn không có tuyến bài tiết mồ hôi, vì thế chúng phải tìm các nơi râm mát hay ẩm ướt (các nguồn nước, vũng bùn v.v) để tránh bị quá nóng trong điều kiện thời tiết nóng. Chúng cũng dùng bùn làm lớp bảo vệ để khỏi bị cháy nắng.

## Phân bố

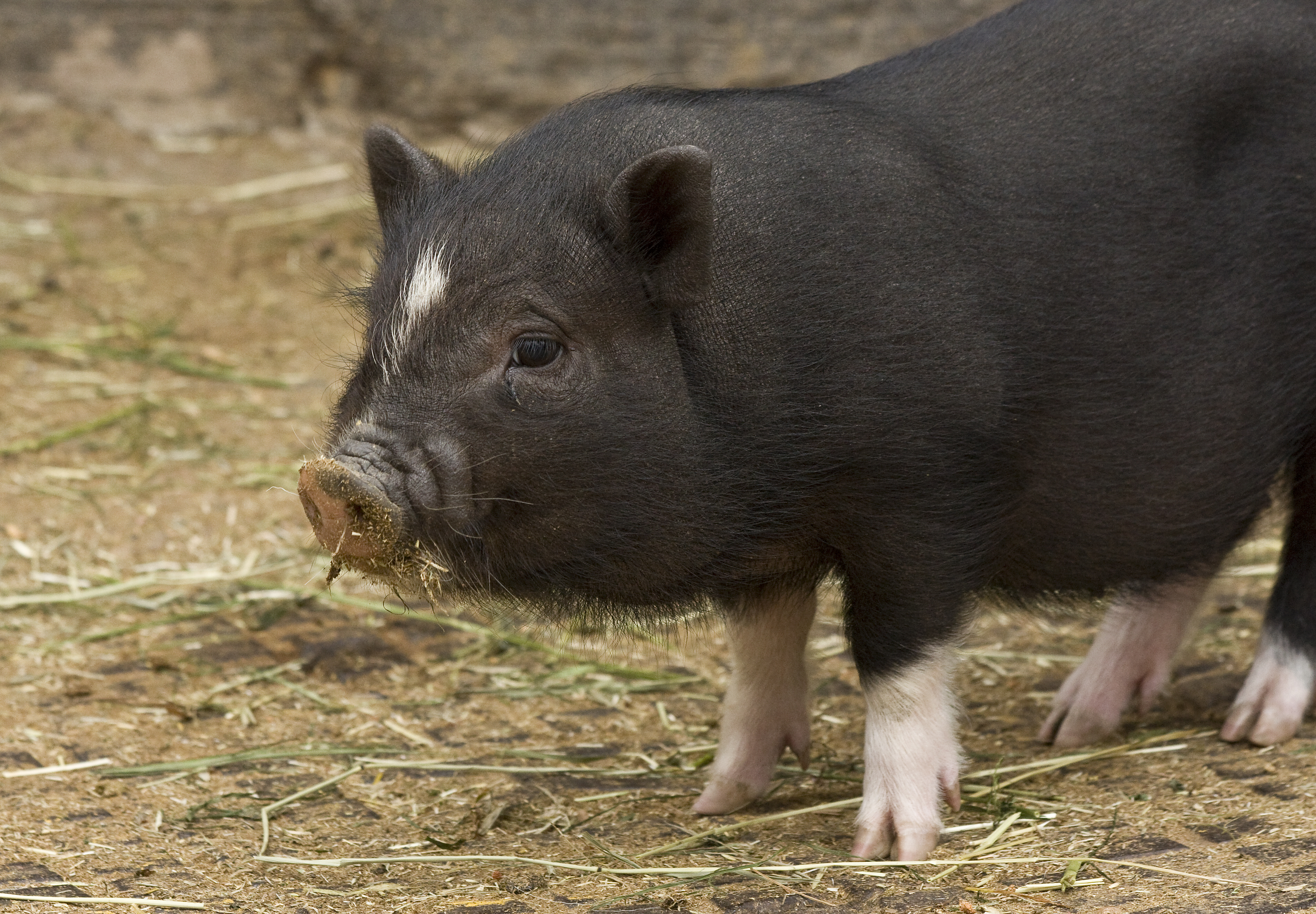
Một con lợn mini (heo đẹt) tại Vườn bách thú Kolmårdens, Thụy Điển

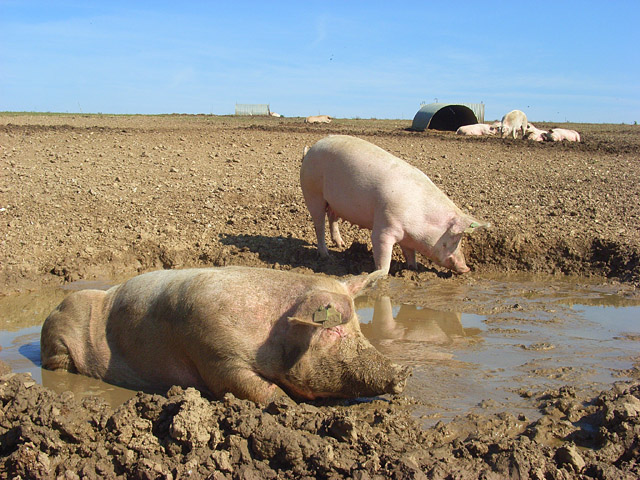
Hai con lợn đăng đằm mình trong bùn

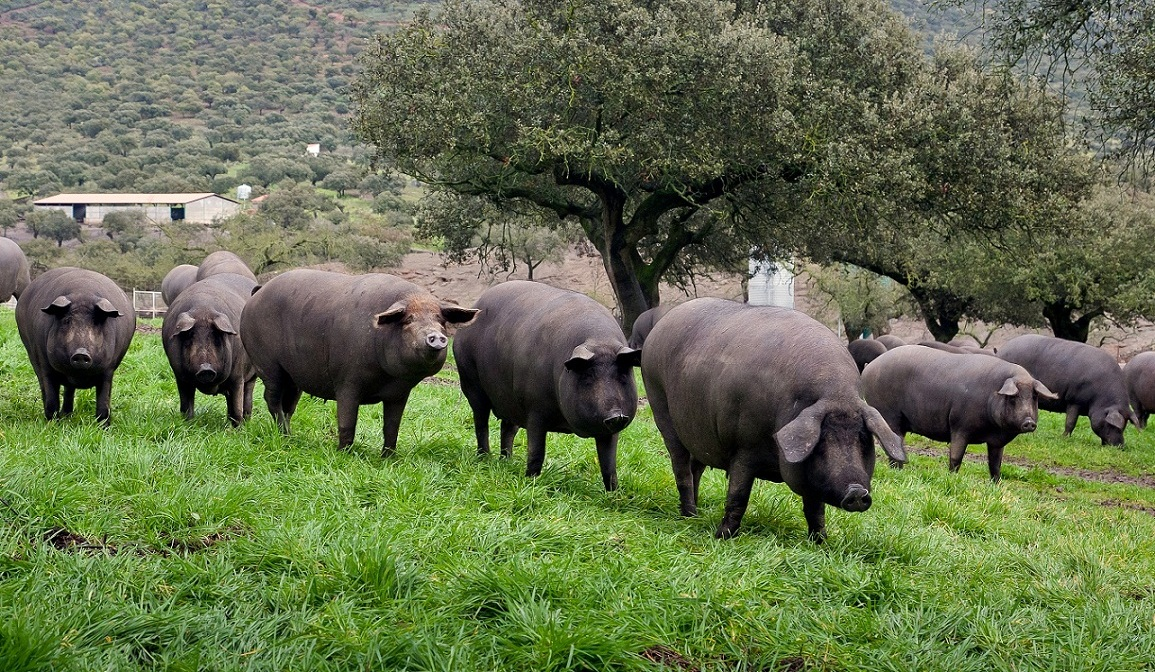
Lợn nuôi thả rông tại Tây Ban Nha

Với khoảng một tỷ cá thể sống bất cứ lúc nào, lợn nhà là một trong những loài động vật có vú nhiều nhất trên thế giới.
Tổ tiên của lợn nhà là lợn rừng, là một trong những động vật có vú nhiều và phân bố rộng nhất. Nhiều phân loài tự nhiên phân bố gần như hoàn toàn ở cả các vùng khí hậu khắc nghiệt của lục địa Á-Âu và các đảo cũng như châu Phi, từ Ireland và Ấn Độ đến Nhật Bản và phía bắc đến Siberia.
Từ lâu bị cô lập với những con lợn khác trên nhiều hòn đảo của Indonesia, Malaysia và Philippines, lợn đã phát triển thành nhiều loài khác nhau, bao gồm lợn rừng, lợn râu và lợn hoang đảo. Con người đã đưa lợn vào Úc, Bắc Mỹ và Nam Mỹ, và nhiều hòn đảo khác.

## Thức ăn
Lợn là loài ăn tạp, có nghĩa là chúng tiêu thụ cả thực vật và động vật. Trong tự nhiên, chúng chủ yếu ăn lá, rễ, quả và hoa, ngoài ra còn có một số côn trùng và cá. Lợn nhà được cho ăn chủ yếu là ngô và bột đậu nành với hỗn hợp vitamin và khoáng chất bổ sung vào chế độ ăn uống. Theo truyền thống, chúng được nuôi ở các trang trại bò sữa, do khả năng sử dụng lượng sữa dư thừa cũng như váng sữa từ phô mai và bơ. Lợn trưởng thành sẽ tiêu thụ ba đến năm gallon nước mỗi ngày. Khi được nuôi như thú cưng, chế độ ăn tối ưu chủ yếu là rau sống, mặc dù một số có thể cho lợn ăn thức ăn viên nhỏ..

## Các loài

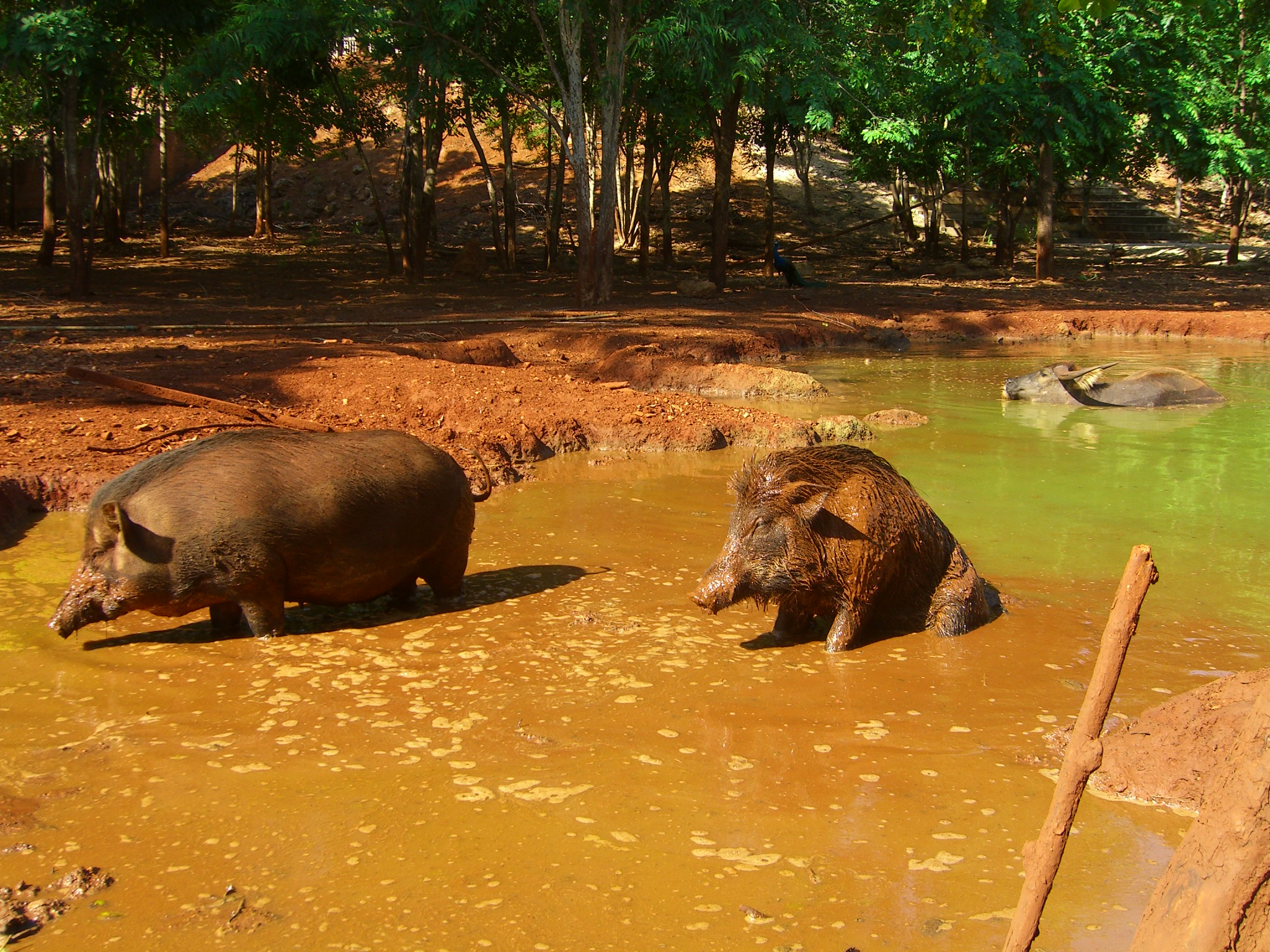
Lợn rừng lai nuôi thả rông

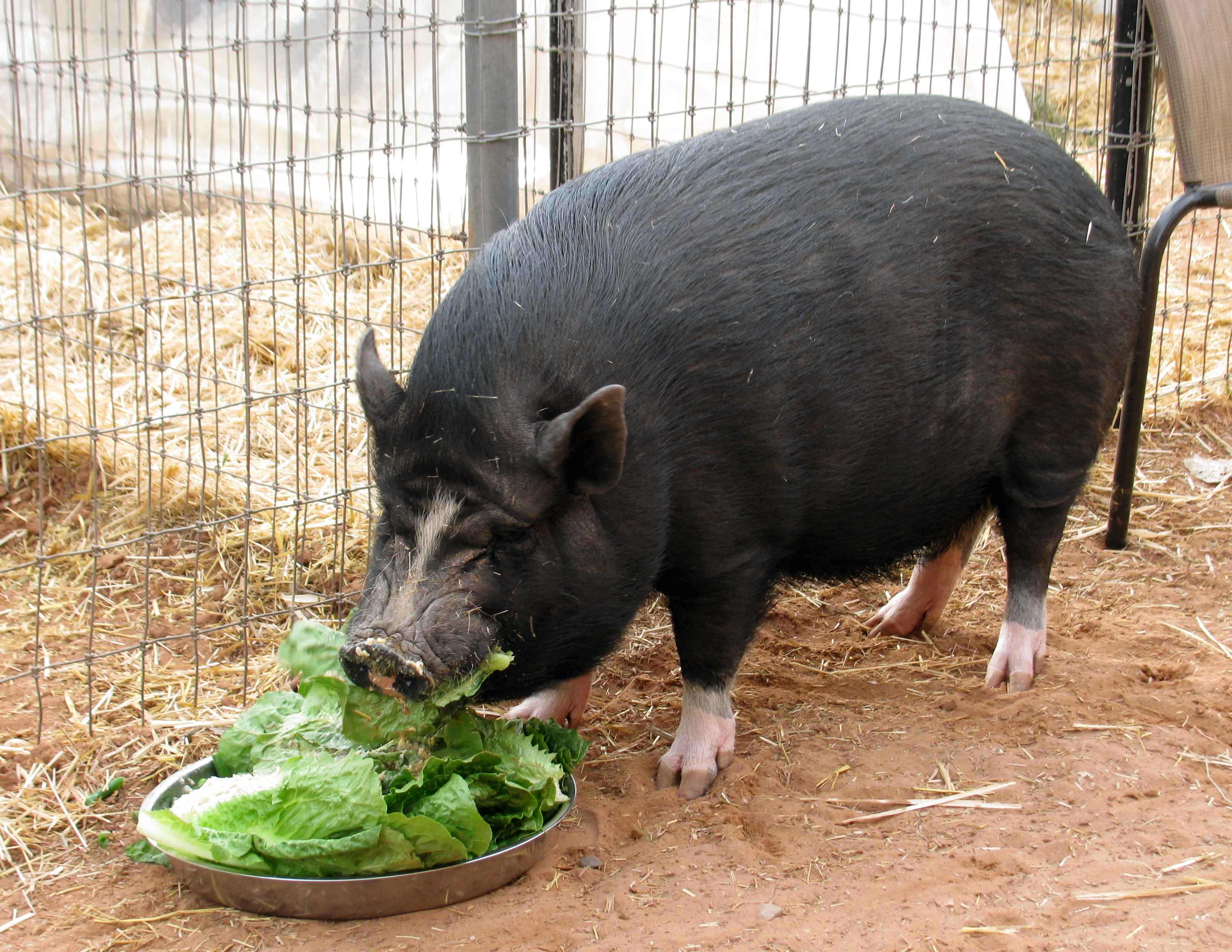
Lợn nhà đang ăn

### Giống lợn rừng
- Sus Sus barbatusLợn râu; Malaysia, Indonesia
- Sus bucculentus†: Lợn rừng Đông Dương
- Sus cebifrons: Lợn rừng Visayas
- Sus celebensis: Lợn rừng Celebes
- Sus daelius: Lợn rừng Poulter
- Sus falconeri†
- Sus habeoncosus Lợn rừng Malaysia
- Sus heureni Lợn rừng Flores
- Sus hysudricus†
- Sus philippensis:[8] Lợn rừng Philippines
- Sus salvanius Lợn rừng lùn, lợn rừng còi; đông bắc Ấn Độ, Himalaya
- Sus scrofa (còn gọi là S. domesticus) Lợn nhà, lợn lòi, lợn rừng; châu Âu, châu Á
- Sus strozzi†
- Sus timoriensis Lợn rừng Timor
- Sus verrucosus Lợn rừng Java, Indonesia, Philippines

### Giống lợn nuôi
- Lợn Móng Cái
- Lợn Ba Xuyên
- Lợn Yorkshire
- Lợn Landrace
- Lợn Mường Khương
- Lợn Thuộc Nhiêu
- Lợn ỉ
- Heo mọi

## Các giống lai

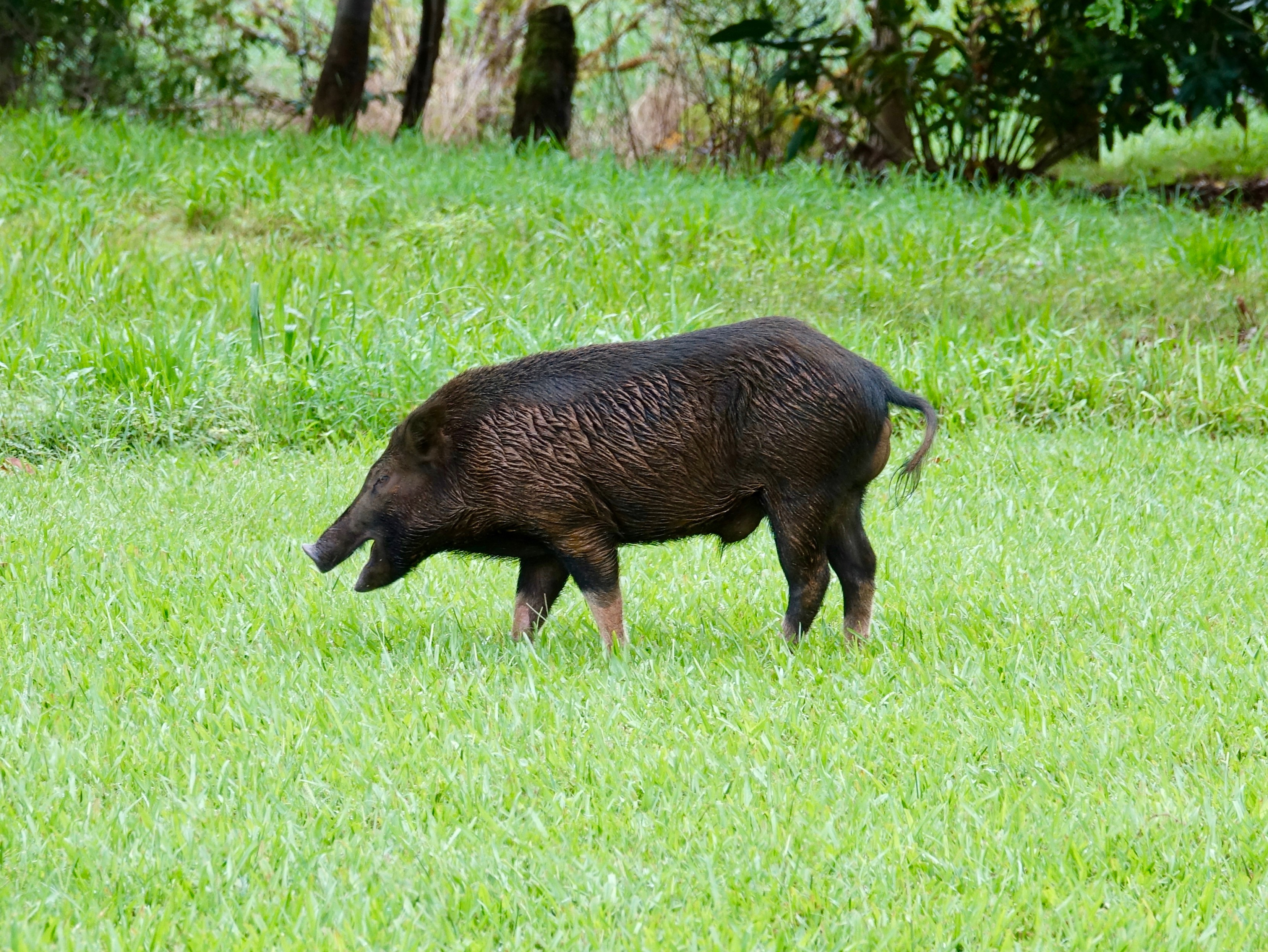
Lợn hoang

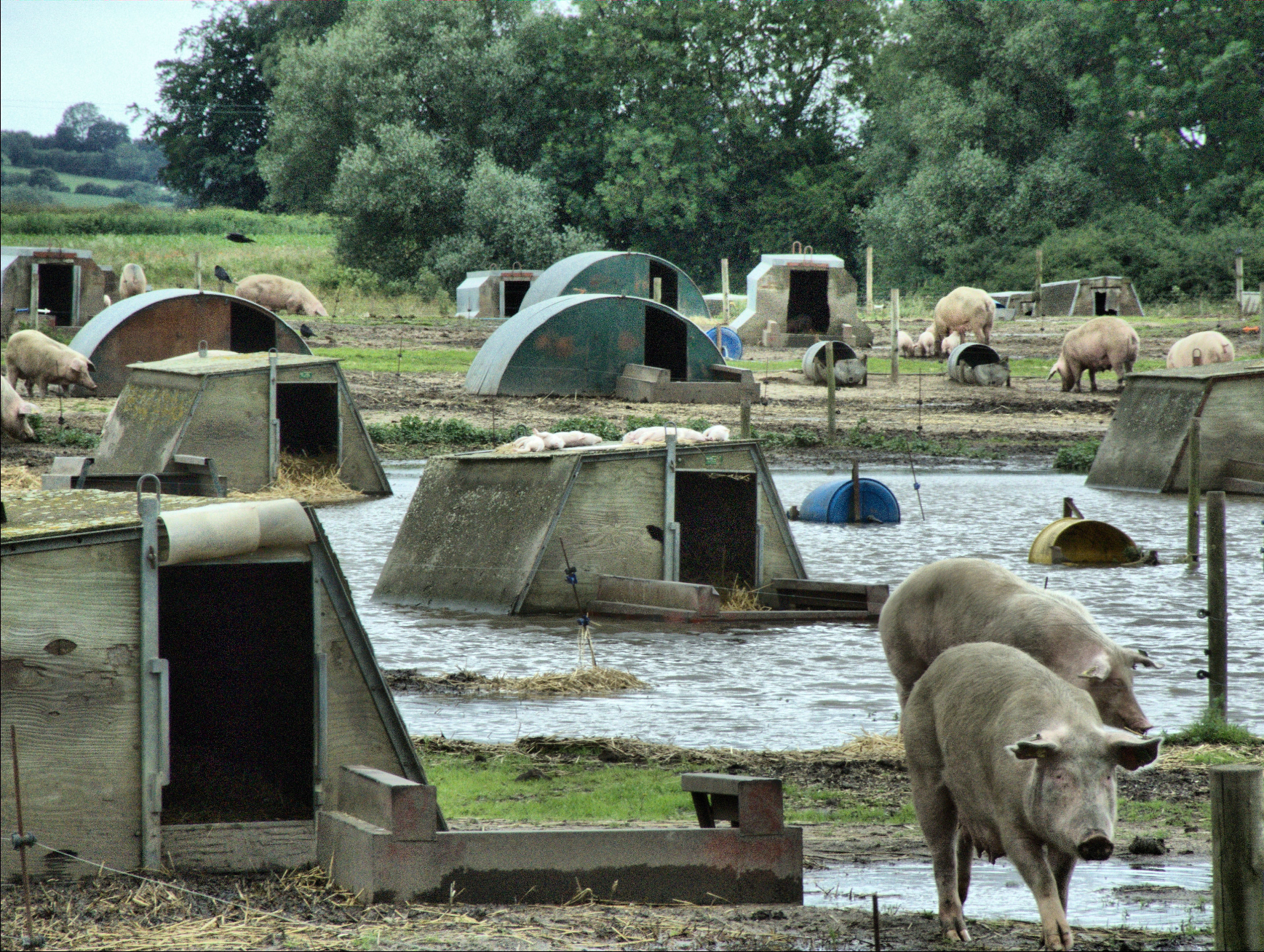
Lợn nuôi thả rông tại Anh, trong trận lụt năm 2007

Giống lợn nhà Tamworth thông thường hay được cho lai ghép với lợn rừng để sản sinh ra một giống lợn mà người ta gọi là "lợn thời kỳ đồ sắt", chúng tương tự như lợn nhà thời kỳ nguyên thủy. Lợn con mới sinh ra này giống như lợn rừng non. "Lợn thời kỳ đồ sắt" là loài vật có sức thu hút phổ biến (vì tính tò mò, hiếu kỳ) tại các trang trại. Lợn lai kiểu này giống lợn nhà hơn lợn rừng, nhưng khó huấn luyện hơn lợn nhà và nói chung được dùng để lấy thịt làm xúc xích. Các giống lợn nhà khác cũng được lai với lợn rừng sản xuất thịt ít mỡ hơn thịt lợn nhà.
Trong cuốn sách The Variation Of Animals And Plants Under Domestication, Charles Darwin đã viết: Lợn rừng châu Âu và lợn nhà Trung Quốc có lẽ gần như là khác biệt một cách chắc chắn: Ngài F. Darwin đã cho giao phối một con lợn nái Trung Quốc với lợn rừng đực Alpine, đã được thuần hóa một phần, nhưng các con lợn con, mặc dù có một nửa máu đã thuần hóa trong huyết quản của chúng, lại là cực kỳ hoang dã trong việc nuôi nhốt, và không dễ dàng ăn các loại nước gạo như những con lợn Anh thông thường.

## Các tên gọi trong tiếng Việt
Trong tiếng Việt có nhiều từ để gọi các loại lợn (heo) khác nhau, chủ yếu áp dụng cho lợn đã thuần hóa (lợn nhà):
- Lợn nái hay heo nái - Lợn cái nuôi để sinh sản ra lợn con
- Lợn sề - Lợn nái già
- Lợn bột hay heo sữa - Lợn con đang bú mẹ
- Lợn hạch - Lợn đực đã thiến
- Lợn ỉ - Một giống lợn của Việt Nam, có mõm ngắn, lưng võng và bụng sệ với lớp da màu đen hay xám.
- Lợn lang hay heo bông - Lợn lông đốm đen-trắng
- Lợn mọi - Một dạng lợn ỉ, rất chậm lớn, chủ yếu nuôi làm cảnh
- Lợn lòi - Đồng nghĩa của lợn rừng
- Heo nọc - Lợn đực chuyên dùng để phối giống.

Những từ này hiện còn được áp dụng cho cả lợn rừng (bất kể chúng có được nuôi hay không).

## Quan hệ với con người
Lợn nhà, đặc biệt là các giống nhỏ, thường được nuôi làm thú cưng. Lợn nhà được làm vật nuôi; sản phẩm thu được bao gồm thịt của chúng (được gọi là thịt lợn), da và lông được sử dụng để làm bàn chải. Vì khả năng tìm kiếm thức ăn và khứu giác tốt, chúng được sử dụng để tìm nấm cục ở nhiều nước châu Âu. Cả lợn rừng và lợn hoang thường bị săn bắn.
Những sợi lông tương đối ngắn, cứng và thô của lợn đã từng được sử dụng rất phổ biến trong cọ vẽ mà vào năm 1946, Chính phủ Úc đã phát động Chiến dịch lông lợn. Vào tháng 5 năm 1946, để đối phó với sự thiếu hụt lông lợn cho cọ vẽ để sơn nhà trong thời kỳ bùng nổ xây dựng sau Thế chiến II, Không quân Hoàng gia Úc (RAAF) đã chuyển 28 tấn lông lợn từ Trung Quốc, nguồn cung cấp duy nhất tại thời điểm đó.

### Thực phẩm
Thịt lợn được bán tại Việt Nam dưới nhiều tên gọi như thịt lợn nạc, thịt lợn mông, thịt ba chỉ. Các chân của nó được bán dưới tên gọi là chân giò. Đầu lợn, còn gọi là thủ lợn-trước đây khi thịt lợn còn rất khan hiếm chỉ được dành cho tầng lớp có đẳng cấp tại nhiều thôn quê. Các loại cơ quan nội tạng của lợn cũng được bán như tim, gan, lòng non, lòng già, dạ dày, cật v.v. Máu của nó cũng được dùng để làm tiết canh. Các món ăn có nguồn gốc từ phương Tây hiện cũng khá phổ biến như thịt lợn muối xông khói, giăm bông thịt lợn, pa tê gan lợn v.v. Một điểm cần lưu ý là những người theo Hồi giáo và Do Thái giáo bị cấm không được ăn thịt lợn dưới bất kỳ hình thức nào, do lợn bị coi là giống động vật không sạch sẽ.

### Chăm sóc sức khỏe
Da người rất giống với da lợn, do đó da lợn đã được sử dụng trong nhiều nghiên cứu tiền lâm sàng. Ngoài việc cung cấp sử dụng trong nghiên cứu y sinh và để thử nghiệm thuốc, những tiến bộ di truyền trong chăm sóc sức khỏe của con người đã tạo ra một phương pháp dùng lợn nhà để cấy ghép dị hợp cho con người.

## Trong văn hóa

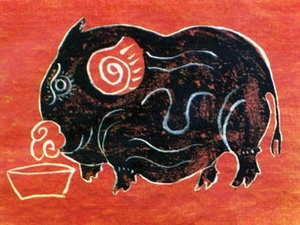
Con lợn trong tranh dân gian Việt Nam

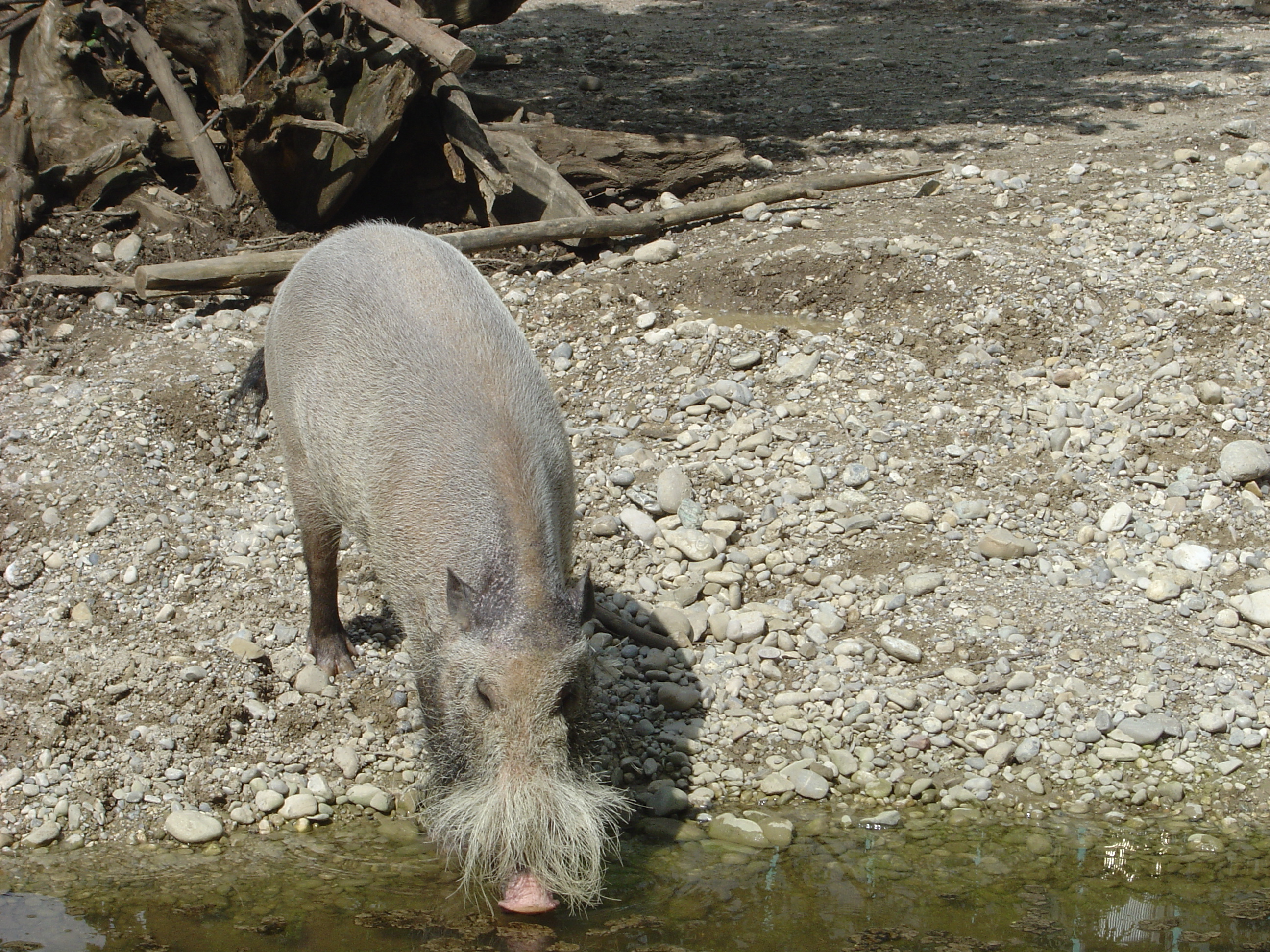
Lợn râu

### Tôn giáo
- Thời Hy Lạp cổ đại, lợn là con vật để hiến tế cho nữ thần Demeter và nó là con vật yêu thích của nữ thần này. Phần mở đầu của các lễ hiến tế Eleusis được bắt đầu bằng việc hiến tế con lợn.
- Lợn là một trong số 12 con vật tượng trưng cho chu kỳ 12 năm của Địa Chi trong nhiều tính toán liên quan tới Can-Chi của người Trung Quốc, Việt Nam, Nhật Bản, Triều Tiên v.v. Nó gắn liền với địa chi Hợi. Những người tin tưởng vào chiêm tinh học Trung Hoa luôn gắn con vật với đặc điểm, đặc tính cá nhân. Xem bài: Hợi.
- Người Hồi giáo bị cấm không được ăn thịt lợn, những vẫn có thể ăn trong trường hợp sắp chết đói và chẳng có thực phẩm khác ngoài thịt lợn theo kinh Qur’an.[17]
- Người Do Thái cũng bị cấm ăn thịt lợn, theo luật Kashrut.[18]
- Trong Phúc Âm, Chúa Giêsu đã kể một câu chuyện ngụ ngôn về đứa con trai hoang đàng. Khi ăn chơi hết tiền cậu ta phải xin làm người nuôi lợn thuê, mong ước là có thể ăn thức ăn của lợn như không ai cho.
- Cũng trong Phúc Âm, Chúa Giêsu thực hiện một phép màu bằng cách làm cho con quỷ ám ảnh con người đi vào một bầy lợn và sau đó làm nó phải chạy trốn tới một vách đá và sau đó bị chết đuối.

### Lợn và người
- Lợn đôi khi được dùng để ví với người. Winston Churchill nói rằng: "Con chó ngước lên nhìn chúng ta. Con mèo nhìn xuống chúng ta, còn con lợn thì coi chúng ta là ngang hàng".
- Tại Hoa Kỳ, một số trường phổ thông (sơ, trung và cao cấp) cũng như trường đại học có các con vật lấy phước là lợn hay tương tự như lợn. Đáng chú ý nhất trong số này là Đại học Arkansas với con vật lấy phước của đội thể thao của trường là một con lợn lòi (Sus scrofa).
- Sự chuyển hóa ma thuật biến con người thành lợn được dùng làm cốt truyện trong nhiều câu chuyện, chẳng hạn trong thiên sử thi Odyssey của Homer, trong đó đoàn thủy thủ của con tàu anh hùng bị nữ thần Circe biến thành lợn.
- Trư Bát Giới, một nhân vật trong Tây du ký của người Trung Quốc, là một vị thần trên thiên đình có hình dạng nửa người nửa lợn.
- Trong nhiều nên văn hóa (ngoại trừ người theo đạo Hồi thường không ăn thịt lợn), lợn là món không thể thiếu để cúng kiến hoặc dùng trong các lễ hội làng, thủ lợn (đầu heo) thường dành cho người già nhất hay người chức cao nhất. Trong lục súc tranh công, một truyện thơ cổ Việt Nam có viết:
Việc quan, hôn, tang, tế, vô hồi (hết thảy)
Thảy thảy cũng lấy heo làm trước.